# Club des Patineurs de Bruxelles
De Club des Patineurs de Bruxelles (CPB) was een Belgische ijshockeyclub uit Brussel.

## Historiek
De club werd op 17 december 1903 opgericht onder de naam Fédération des Patineurs de Belgique (FPB) door Victor Boin, tevens de eerste voorzitter. Het was daarmee de eerste Belgische ijshockeyclub. 
Op initiatief van Édouard Malaret werd in 1905 een eerste internationale wedstrijd georganiseerd tegen het Franse Cercle des Patineurs de Paris. De FPB won deze met 3-0 en 4-2.
In 1911 werd de naam gewijzigd in Club des Patineurs de Bruxelles. In 1914, 1920 en 1921 werd de landstitel behaald.

## Bekende (ex-)spelers
- Étienne Coupez
- Maurice Deprez
- Fernand De Smeth
- Paul Goeminne
- Jean-Maurice Goossens
- Jean Grimard
- Paul Loicq
- Édouard Malaret
- Ernest Renard
- François Vergult